# North York Centre (métro de Toronto)
North York Centre est une station de la ligne 1 Yonge-University du métro, de la ville de Toronto en Ontario au Canada. Elle est située, dans la communauté Willowdale, quartier North York, sous la Yonge Street à l'intersection de Park Home Avenue et Empress Avenue.

## Situation sur le réseau
Établie en souterrain, la station North York Centre de la ligne 1 Yonge-University, précède la station Sheppard-Yonge, en direction du terminus Vaughan Metropolitan Centre, et elle est précédée par la station terminus Finch.

Plan du métro de Toronto (2023)

## Histoire

### Premières années
La station North York Centre a ouvert ses portes à la fin des années 1980, mais sa planification remonte aux années 1960. Lorsque la Communauté urbaine de Toronto et la Commission de transport de Toronto ont envisagé de prolonger la ligne Yonge au nord de son terminus de l'avenue Eglinton, la proposition initiale de prolongement prévoyait des stations situées à environ un kilomètre l'une de l'autre, à la fois aux principales intersections et aux intersections plus mineures entre elles,.
Des études ultérieures ont suggéré que les coûts de prolongement du métro étaient trop élevés et ce qu'il était possible d'économiser des fonds en supprimant les stations aux intersections mineures et en exploitant les autobus sur la rue Yonge pour assurer le service local à la place. En 1964, la communauté urbaine de Toronto a approuvé le prolongement de la ligne Yonge d'Eglinton à Sheppard. Après avoir conclu des accords financiers, le plan a été approuvé par la Commission des municipalités de l'Ontario en 1967, et la construction a commencé le 3 octobre 1968, avec une date d'achèvement prévue pour 1972.
Le 17 octobre 1969, le conseil métropolitain a accepté de prolonger la ligne Yonge vers le nord, de Sheppard à Finch. Bien que les planificateurs de la métropole aient renoncé aux plans initiaux de prolongement de la ligne jusqu'à Steeles en 1980, suggérant que les cantons de Vaughan et Markham n'avaient pas d'infrastructure pour gérer le développement qui suivrait, le prolongement jusqu'à Finch a été proposée en raison de la présence de terrains largement vacants dans l'emprise d'Hydro au nord du site de la station Finch. Il a été proposé que ce terrain soit utilisé pour accueillir de grands stationnements incitatifs, ce qui n'était pas possible à Sheppard. La Commission des affaires municipales de l'Ontario a approuvé ce prolongement de 37,5 millions de dollars en 1970.
Le plan approuvé par la communauté urbaine de Toronto et la Commission municipale ne prévoyaient pas toujours d'une station à l'avenue Park Home. Le conseil municipal de North York a soutenu cette proposition de nouvelle station, bien qu'elle suscite une certaine controverse. Lors d'une séance tenue le 25 mai 1971, les conseillers de North York votèrent par 12 voix contre 3 en faveur de l'aménagement d'une station sur le site pour 850 000 dollars. Parmi les conseillers qui s'y opposent, Paul Hunt invoque les craintes des contribuables de la région, qui redoutent que la station ne déclenche un développement incontrôlé, menaçant leurs paisibles maisons de banlieue. Pour leur part, les planificateurs de la TTC se sont prononcés contre la station, estimant qu'elle était trop proche de Sheppard, qu'elle n'attirerait que peu de clients et qu'elle ralentirait le service, ne serait-ce que de 30 à 40 secondes.

### Débat de «centre-ville»
La station North York Centre ne pouvait pas être construite tant que le conseil municipal de North York n'aurait pas décidé lui-même de ce que North York était censée être en tant que ville. North York était à la croisée des chemins entre rester une banlieue endormie de Toronto, pleine de quartiers résidentiels tranquilles, ou se construire une ville avec un centre-ville capable de rivaliser avec celui de Toronto. Le maire de North York, Mel Lastman, était de plus en plus favorable à cette dernière option et, au sein du conseil municipal de North York, il fit adopter des plans visant à permettre le réaménagement et la densification de la rue Yonge, entre Sheppard et Finch. À la fin des années 1970, il était clair que North York aurait son propre centre-ville. Cependant, le métro n'avait d'arrêts qu'à ses extrémités.
En septembre 1982, Mel Lastman et le conseil municipal de North York ont voté pour demander à la TTC de construire une station à Park Home. Le coût de ce projet est alors estimé à 22 millions de dollars. Il prétendait avoir le soutien des résidents locaux pour le développement de 1,5 milliard de dollars et les milliers de nouveaux emplois qui en résulteraient probablement. Alf Savage, directeur général de la Commission, a déclaré : « Environ 17 500 emplois se trouvent actuellement à proximité immédiate de la nouvelle station. On prévoit la création de 40 000 emplois supplémentaires au cours des 15 prochaines années. Il est clair que la nécessité d'une nouvelle station existe ». Le président de la communauté urbaine de Toronto, Paul Godfrey, a abondé dans le même sens, notant que son seul regret était que la décision de construire n'ait pas été prise au moment de la construction de la ligne elle-même, car « cela aurait coûté moins d'un million de dollars ».
Avec l'approbation de North York et de la communauté urbaine de Toronto, les plans ont été réalisés, le financement obtenu et l'approbation délivrée par la Commission des affaires municipales de l'Ontario. Il resterait une décision à prendre : le nom de la station. Au début de l'année 1984, la Commission désignait encore le projet sous le nom de la station Park Home. Park Home n'étant pas une rue importante, différents groupes d'intérêts proposèrent des noms différents. Par exemple, en juin 1984, le conseil d'administration de la bibliothèque publique de North York a proposé que la station soit nommée « Library ». En examinant cette question, la Commission a rappelé sa politique concernant les noms des stations, telle qu'elle a été appliquée aux lignes Spadina et Scarborough RT : « Dans les cas où il n'existe pas de rue transversale importante ou lorsqu'une destination importante se trouve à proximité directe de la station, comme c'est le cas pour les stations Museum et Scarborough Centre, il convient d'envisager des noms qui représentent la destination ». Sur la base de cette politique, la Commission a décidé que Park Home devait être nommée « North York Centre ». La construction a commencé en septembre 1985.

### Combler les lacunes
La construction d'une nouvelle station autour d'un tunnel de métro déjà en service a posé des défis uniques. La rue Yonge a été excavée et recouverte d'un tablier afin de minimiser les perturbations de la circulation. Les ouvriers ont dû creuser autour du tunnel de métro pour construire l'ossature des deux niveaux de la station. Le sol en béton des quais n'a pu être coulé que jusqu'aux murs du tunnel existant, et les ouvriers ont dû attendre que le béton soit bien pris avant de pouvoir découper ces murs. Le découpage des parois du tunnel ne pouvait se faire que lorsque le métro était fermé pour la nuit. Une fois cette étape franchie, le reste des quais pour les passagers a été achevé. Le mur central entre les deux tunnels n'a été que légèrement ouvert et carrelé.
La station North York Centre, une fois ouverte, comportait une mezzanine ainsi qu'un niveau de quais. Les escaliers mécaniques transportent les passagers du niveau de la rue et du développement du centre-ville au niveau mezzanine ainsi vers les quais. La construction a été facilitée par le fait que de nombreux développements environnants étaient en construction en même temps que la station, permettant aux travailleurs de construire un accès aux bâtiments environnants dès le départ, y compris le North York City Centre de 18 étages.
La station a ouvert à l'heure le 18 juillet 1987, au coût total de 25 millions de dollars. La cérémonie d'ouverture a eu lieu à 10h en présence du maire de North York, Mel Lastman, coupant le ruban aux côtés du président de la métropole, Dennis Flynn et du ministre des Transports de l'Ontario, Ed Fulton. La station a officiellement ouvert ses portes aux passagers à 14h ce jour-là.

## Services aux voyageurs

### Accès et accueil
La station dispose de trois entrées situées à l'angle de la rue Yonge et de l'avenue Empress (l'avenue Park Home), dont une est accessible :
- L'entrée de la rue Yonge (appelée Yonge Street West Side dans la station) est située au niveau inférieur du square Mel-Lastman et au niveau inférieur du North York City Centre, un centre commercial à côté du centre civique de North York. Des escaliers fixes donnent accès au niveau du hall de la station.
- L'entrée du 5095, rue Yonge (Empress Walk ; appelé Yonge Street East Side dans la station) est une entrée accessible. Situé dans le niveau inférieur d'Empress Walk, elle donne accès au niveau du hall de la station. Dans le niveau inférieur du centre commercial on trouve un ascenseur et un escalier mécanique qui permettent d'accéder au niveau de la rue. Un arrêt de transport adapté se trouve à l'extérieur, sur la rue Yonge.
- L'entrée du 5150, rue Yonge (North York City Centre ; appelé Yonge St. West Side and Park Home Ave. dans la station) est située dans le niveau inférieur du North York City Centre. Les escaliers mécanique et fixe donnent accès au niveau du hall à partir du niveau inférieur du centre commercial.

La station est composée de trois niveaux :
- Au niveau de la rue on peut accéder à la station en entrant le North York City Centre ou l'Empress Walk, où on trouve un ascenseur, des escaliers mécaniques et, dans North York City Centre, des escaliers fixes[7],[8]. Les passagers peuvent prendre les autobus aux arrêts de la rue Yonge. L'arrêt de transport adapté est sur rue à l'entrée du 5095, rue Yonge (Empress Walk)[6].
- Les entrées, un agent de station et des portillons d'accès sont situés au niveau du hall. Il dispose des ascenseurs, des escaliers mécaniques et fixes menant au niveau des quais. Pour mener au niveau de la rue on doit premièrement sortir à un des centres commercials adjoints.
- Les trains en direction nord et en direction sud circulent au niveau des quais. Un ascenseur, des escaliers mécanique et fixe mènent au niveau du hall[6].

### Desserte
La station est desservie par les rames de la ligne 1 Yonge-University. Le premier train vers Vaughan part à 5h33 en semaine, à 5h44 le samedi et à 7h56 le dimanche. Le dernier train vers Vaughan part à 1h22 tous les soirs. Le premier train vers Finch part à 5h43 en semaine, à 6h01 le samedi, et à 8h17 le dimanche. Le dernier train vers Finch part à 2h16 en semaine et à 2h13 en fin de semaine.
Les trains circulent toutes les 2 à 3 minutes aux heures de pointe, entre 6h et 9h et de 15h à 19h, et toutes les 4 à 5 minutes aux heures creuses.

### Intermodalité
Les passagers peuvent correspondre aux autobus TTC et GO aux arrêts d'autobus sur la rue Yonge. Les lignes de la TTC qui desservent cette station sont les suivantes :
| Ligne | Nom   | Notes                                                                                                 |
| ----- | ----- | --- |
| 97B   | Yonge | Direction nord vers l'avenue Steeles, direction sud vers Queens Quay via le boulevard Yonge           |
| 97C   | Yonge | Direction nord vers l'avenue Steeles, direction sud vers Queens Quay                                  |
| 97D   | Yonge | Direction nord vers l'avenue Steeles, direction sud vers la station Davisville                        |
| 97F   | Yonge | Direction nord vers l'avenue Steeles, direction sud vers la station Davisville via le boulevard Yonge |
| 320   | Yonge | Autobus de nuit. Direction nord vers l'avenue Steeles, direction sud vers Queens Quay                 |

Les lignes de GO Transit qui desservent cette station sout les suivantes :

## Art public
Les œuvres d'art de la station sont des peintures murales du patrimoine de North York, réalisées par les artistes locaux Nicolas Graven et Susana Moore,, et situées au niveau des quais. Les deux peintures murales, chacune composée de plus de 5 000 carreaux de céramique émaillée selon un procédé inventé par Artessa Studios de North York, représentent de manière abstraite des scènes de North York au XIXe siècle.
La peinture murale « Top of the Hill - 1850s » est située sur le quai en direction nord, surtitrée avec des noms de lieux historiques tels que Don Mills, Flynntown, L'Amoreaux, Lansing, Milneford, Newtonbrook, Oriole, O'Sullivan's Corners et Willowdale.
La peinture murale « Traffic at Yonge and Sheppard - 1860s » est située sur la plateforme sud, surtitrée avec des noms de lieux historiques tels que Downsview, Dublin, Eglinton, Elia, Emery, Fairbank, Fisherville, Humber Summit, Kaiserville, York Mills et Weston.
Les noms de lieux historiques figurent au-dessus de chacune des fresques sont des noms de communautés historiques situées à proximité d'une ligne imaginaire allant du nord-ouest au sud-ouest et traversant Lansing.

## À proximité
- Toronto Centre for the Arts (en)
- Mel Lastman Square
- North York Civic Centre (en)
- North York Central Library (en)
- Gibson House (en)
- Consulat général d'Argentine
- Consulat général du Maroc
- Cimitière et centre funéraire de York